# Canthium spinosum
Canthium spinosum är en måreväxtart som först beskrevs av Johann Friedrich Klotzsch, Christian Friedrich Frederik Ecklon och Carl Ludwig Philipp Zeyher, och fick sitt nu gällande namn av Carl Ernst Otto Kuntze. Canthium spinosum ingår i släktet Canthium och familjen måreväxter. Inga underarter finns listade i Catalogue of Life.